# خثار الجيب الكهفي
خثار الجيب الكهفي {{إنج|Cavernous sinus thrombosis}} هو مرض يحدث نتيجة وجود خثار (جلطة) في الجيب الكهفي (تجويف في قاع الدماغ ينقل الدم غير المؤكسج من الدماغ إلى القلب). ويُعتبر خثار الجيب الكهفي مرضا نادرًا، ويمكن تقسيمه إلى نوعين: إنتاني (وهو الأكثر شيوعا والأكثر خطورة)، ولاإنتاني. ويحدث النوع الأول عادة بسبب انتشار العدوى من الأنف أو الجيوب الأنفية أو الأذنين أو الأسنان، وغالبا ما يكون بسبب بكتريا المكورات العنقودية الذهبية والعقدية، وتعتبر هذه العدوى مهددة للحياة وتتطلب علاجًا فوريًا يشمل عادةً مضادات حيوية وأحيانًا منزح جراحي. أما النوع الثاني فيحدث عادة بسبب الرضات الخطيرة والتجفاف وفقر الدم وغيرها. 
تشمل أعراض خثار الجيب الكهفي نقص في حدة البصر، وذمة المتحمة، جحوظ العين، صداع، شلل الأعصاب القحفية التي تمر عبر الجيب الكهفي.

## العلامات والأعراض
تختلف العلامات والأعراض السريرية لمرض خثار الجيب الكهفي، حيث ظهر المرض على بعض الحالات بشكل حادة ومدمر فيما ظهر على آخرين بشكل بطيئ وهادئ، كما أن العلامات والأعراض السريرية الأكثر شيوعا ترتبط بالهيكل التشريحي المتأثر داخل الجيب الكهفي، ولا سيما العصب القحفي الثالث والسادس، بالإضافة إلى الأعراض الناتجة عن ضعف التصريف الوريدي من محجر العين والعين نفسها.
تتضمن الأعراض التقليدية ظهور مفاجئ لوذمة حول أحد محجري العين، صداع ، رهاب الضوء، جحوظ العين. 
فيما تشمل العلامات والأعراض الشائعة الأخرى ما يلي:
تدلي الجفون، وذمة الملتحمة، شلل العصب القحفي الثالث والرابع والخامس والسادس. (يشيع شلل العصب السادس، كما يشيع ضعف الإحساس في الفرع البصري والفكي للعصب الخامس)، كما أمكن ملاحظة فقدان الإحساس حول محجر العين وضعف منعكس القرنية، كذلك يمكن حدوث وذمة حليمة العصب البصري ونزيف بشبكية العين ونقص حدة البصر وحتي العمى بسبب الاحتقان الوريدي داخل الشبكية. كما قد تظهر الحمى وتسرع القلب والإنتان، كما قد يصاحب الصداع تيبس بالرقبة، وأحيانا يحدث توسع بحدقة العين وبطئ في استجابة الحدقة للضوء. كما يمكن أن تنتشر العدوى إلى الجيب الكهفي المقابل في غضون 24-48 ساعة من الأعراض الأولية. 

## الأسباب
يحدث خثار الجيب الكهفي الإنتاني نتيجة الانتشار لعدوى مجاورة له من الأنف (50٪)، الجيوب الأنفية (30٪)، التهابات الأسنان (10٪).  كما تشمل مصادر العدوى الأقل شيوعًا كل من اللوزتين والحنك الرخو والأذن الوسطى ومحجر العين (التهاب الهلل المحجري)، حيث أن النظام الوريدي عالي التباين في الجيوب الأنفية مما يسمح بانتشار العدوى راجعة تجاه الجيب الكهفي عبر الأوردة العينية العلوية والسفلية، وقد كان يُعتقد سابقًا أن أوردة هذه المنطقة عديمة الصمامات وأن هذا هو السبب الرئيسي لانتشار العدوى الراجعة، لكن الدراسات الحديثة أظهرت أن هذه الأوردة لها صمامات. 
تعتبر بكتريا المكورات العنقودية الذهبية أكثر الميكروبات المعدية شيوعًا في خثار الجيب الكهفي، حيث وُجدت في 70٪ من الحالات، ويليها المكورات العقدية، كما يمكن لأنواع أخرى من البكتريا سالبة صبغة غرام والبكتريا اللاهوائية أن تسبب في خثار الجيب الكهفي، كما يمكن للرشاشيات الدخناء والفطر العفني أن تتسبب في حدوث خثار الجيب الكفهي لكن في حالات نادرة.
يقل شيوع خثار الجيب الكهفي اللاإنتاني، وعادة ما يتسبب فيه حالات مثل الرضات الخطيرة، واضطرابات الدورة الدموية مثل التجفاف وفقر الدم، وسرطان البلعوم الأنفي وغيره من وأورام قاعدة الجمجمة.  

## التشخيص
يُشخص خثار الجيب الكهفي سريريا، مع إجراء اختبارات معملية وآشعة لتأكيد التشخيص، كما يؤكد التشخيص ظهور الأعراض (مثل الجحوظ، تدلي الجفون، وشلل الأعصاب القحفية) في أحد العينين يليه ظهورها في العين الأخرى.

### الاختبارات المعملية
يساعد تحليل صورة الدم الكاملة وسرعة الترسيب ومزرعة الدم والجيوب الأنفية على تحديد المصدر الأولي للعدوى، كما أن البزل القطني يُصبح ضروريا لاستبعاد التهاب السحايا.

### الآشعة
يُساعد تصوير الجيوب الأنفية بالآشعه الطبية في تشخيص التهابها، حيث يظهر عتامات وتصلب ووجود سوائل في الجيوب المصابة، كما قد تكشف الأشعة المقطعية بالصبغة عن وجود التهاب كامن في الجيوب الأنفية، وسماكة في الوريد العيني العلوي؛ إلا أنه جدير بالذكر أنه الآشعة قد تظهر طبيعة في المراحل المبكرة للمرض.
يعطي التصوير بالرنين المغناطيسي صورة أكثر حساسية من الاشعة المقطعية، وبالتالي فإنه يعتبر الخيار الأمثل لتشخيص خثار الجيب الكهفي، وقد يظهر في التصوير بالرنين تشوه الشريان السباتي الداخلي الموجود داخل الجيب الكهفي.
كذلك يمكن إجراء تصوير الأوعية الدماغية، لكنه غزوي وغير شديد الحساسية، وعلى الرغم من صعوبة إجراء تصوير الوريد المحجري، لكنه ممتاز في تشخيص انسداد الجيب الكهفي.

### التشخيص التفريقي
- التهاب الهلل المحجري
- تمدد الأوعية الدموية في الشريان السباتي
- السكتة الدماغية
- الصداع والصداع النصفي
- التهاب الجفن التحسسي
- جحوظ العين بسبب الغدة الدرقية
- ورم الدماغ
- التهاب السحايا

## العلاج
يُمثل التعرف على المصدر الأساسي للعدوى وعلاجه على وجه السرعة أفضل طريقة لمنع خثار الجيب الكهفي.

### المضادات الحيوية
تُستخدم المضادات الحيوية الوريدية واسعة المجال لحين التمكن من معرفة الميكروب المسبب للعدوى. وتشمل المضادات الحيوية كل من
نافسيلين وسيفوتاكسيم وميترونيدازول
كما يمكن استخدام فانكوميسين بدلا من نافسلين في حالة وجودة إحتمالة الإصابة بالمكورات العنقودية الذهبية المقاومة للميثيسيلين أو المكورات الرئوية المقاومة. 
عادة ما يُعالج المصابون بخثار الجيب الكهفي باستخدام دورات مطولة (لمدة 3-4 أسابيع) من المضادات الحيوية الوريدية، وقد تمتد فترة العلاج لمدة أطول من ذلك في حالة وجود مضاعفات كانتشار العدوى داخل الجمجمة.
يجب وضع جميع المرضى تحت الملاحظة تحسبا لظهور مضاعفات للعدوى أو حدوث إنتان أو صدمة إنتانية.

### الهيبارين
يظل الجدل قائما حول استخدام الهيبارين (مانع للتخثر)، حيث أظهرت الدراسات الدراسات نتائج متضاربة، وعليه فيجب التشاور مع التخصصات الفرعية.  وقد خلصت إحدى المراجعات المنهجية إلى أن العلاج بموانع التخثر بدا آمنًا وارتبط بانخفاض ملحوظ في خطر الموت أو التبعية. 

### الستيرويدات
يُعتبر العلاج بالستيرويد في حالات خثار الجيب الكهفي أمرا مثيرا للجدل أيضًا     ومع ذلك يشار فإن الكورتيكوستيرويدات يُستدعى استعمالها بشكل مطلق في حالات قصور الغدة النخامية، كما يمكن أن يكون لاستخدام الكورتيكوستيرويدات دورًا حاسمًا في المرضى الذين يعانون من النوبة الكظرية بسبب إقفار الدم أو نخر الغدة النخامية كأحد مضاعفات خثار الجيب الكهفي. 

### الجراحة
يتجه الأطباء إلى المنزح الجراحي عبر الجيب الوتدي إذا كان الاعتقاد الغالب أن الجيوب الوتدية هي مصدر العدوى. 

## المآل
يصل معدل وفيات خثار الجيب الكهفي لأقل من 20 ٪ في المناطق التي لديها إمكانية الوصول إلى المضادات الحيوية، حيث كان معدل الوفيات يصل إلى 80-100٪ قبل توفر المضادات الحيوية، كذلك فقد انخفضت معدلات الإصابة بالمرض نفسه من 70٪ إلى 22٪ بسبب التشخيص المبكر والعلاج.